# Daphne Jackson
Daphne Frances Jackson (* 23. September 1936 in Peterborough; † 8. Februar 1991 in Guildford) war eine britische Kernphysikerin. 1971 wurde sie die erste Professorin für Physik in Großbritannien.
Daphne Jackson wurde 1936 in Peterborough geboren. Ihr Vater arbeitete an Werkzeugmaschinen und ihre Mutter war Textildesignerin. Jackson besuchte die Peterborough County Grammar School for Girls. Anschließend studierte sie am Imperial College London Physik als nur eine von zwei Studentinnen neben 88 Männern.
Auf Einladung von Lewis Elton wechselte sie zur University of Surrey, um dort Kernphysik zu studieren. Sie wurde Dozentin und promovierte 1962. Neun Jahre später wurde Jackson Großbritanniens zur ersten Professorin für Physik an der University of Surrey ernannt. Sie wurde später auch Dekanin an der Universität und Vizepräsidentin des Physikalischen Instituts.
Jackson setzte sich für die Rechte der Frauen ein. Von ihr stammt das Zitat Imagine a society that would allow Marie Curie to stack shelves in a supermarket simply because she took a career break for family reasons (Stellen Sie sich eine Gesellschaft vor, die es Marie Curie nur erlauben würde, Regale in einem Supermarkt zu stapeln, nur weil sie aus familiären Gründen eine Karrierepause eingelegt hat.)
1991 verstarb sie aufgrund einer Krebserkrankung.

## Auszeichnungen und Ehrungen
1987 wurde ihr der Order of the British Empire verliehen. Sie wurde Fellow des Institute of Physics.
Ihr zu Ehren wurde ein Jahr nach ihrem Tod der Daphne Jackson Trust als unabhängige britische Wohltätigkeitsorganisation mit Sitz in der Fakultät für Physik der University of Surrey gegründet, um Wissenschaftlern Stipendien zu gewähren, damit die nach einer mehrjährigen Berufspause in ihre Karriere zu unterstützen.
Das Institute of Physics verleiht ihr zu Ehren ab 2016 den Daphne Jackson Medal and Prize „für außerordentliche frühe Karriere-Beiträge zur Physikausbildung und zur Erweiterung der Teilnahme darin“.